# Отис (Канзас)
Отис (енгл. Otis) град је у америчкој савезној држави Канзас.

## Демографија
По попису из 2010. године број становника је 282, што је 43 (-13,2%) становника мање него 2000. године.
| Група             | 2000.       | 2010.       |
| Белци             | 317 (97,5%) | 268 (95,0%) |
| Афроамериканци    | 0 (0,0%)    | 1 (0,4%)    |
| Азијати           | 1 (0,3%)    | 1 (0,4%)    |
| Хиспаноамериканци | 6 (1,8%)    | 7 (2,5%)    |
| Укупно            | 325         | 282         |